# Ofelia Prodan
Ofelia Prodan (Urziceni, 12 gennaio 1976) è una poetessa romena.

## Biografia
Dopo gli studi in sociologia e in informatica all'Università e al Politecnico di Bucarest, ha esordito nel panorama letterario con la raccolta Elefantul din patul meu, a cui hanno fatto seguito altre numerose sillogi di versi, tra cui due edite in Italia. È stata invitata a numerosi festival letterari, tra cui il Festival Internazionale di Poesia Palabra en el mundo (Venezia, 2018), il Festival Letterario della Sardegna L’Isola delle Storie (Gavoi, 2019) e il Festival Ottobre in Poesia (Sassari, 2019), ed è stata inserita in varie antologie internazionali.
Rientra nella cosiddetta Generazione 2000, che ha segnato un momento di svolta nel modo di fare poesia nel panorama letterario romeno degli anni 2000. È membro dell’Unione degli Scrittori di Romania e del PEN Club Romania

## Poetica
Le sue tematiche «spaziano dalle distopie di bambini abusati e dall’indietreggiare dell’umano di fronte all’apocalisse infraumana o al post-umano psichedelico, crudo, viscerale alle elegie non elegiache di oggetti con una sovra-logica nel loro svolgimento non formale». Di lei è stato scritto che potrebbe inaugurare «una nuova estetica» e il suo personalissimo approccio stilistico si riflette anche nella sua prima raccolta poetica uscita, nel 2019, in italiano. In Elegie allucinogene (Edizioni Forme Libere, 2019) «c’è una costruzione interna di tipo metamorfico-evolutivo tra oggetti che, venendo meno alle funzioni a loro deputate, rischiano lo scivolamento nello status di soggetti» e «spesso sono proprio gli oggetti a creare, nei rapporti inconciliabili con altri oggetti, una sorta di inusitata e paradossale simbiosi tra specie e ordini diversi, per quanto gli oggetti, proprio per la loro capacità trasformativa, abbandonando la loro nudità formale e concettuale, si travestono in altro-da-sé cercando improbabili ma plausibili incontri con altri oggetti anch’essi già travestiti (ed è proprio questo doppio, o meglio multiplo travestimento a creare la differAnce dans la répetition)». Una poesia che «non vuole fare sfoggio di sensibilità, ma la comprime (sublimandola) attraverso il contrappunto traumatico (spesso non scritto, ma sotterraneo) di una scrittura fotografica e assertiva che procede con sadismo in particolari di una “innocente” atrocità».

## Opere

### Poesia
- Elegie allucinogene, Edizioni Forme Libere, Trento, 2019 (Finalista al Premio Letterario Internazionale Città di Sassari 2020[9]; Premio speciale del  presidente della giuria nell’ambito del Premio Bologna in Lettere 2021[10])
- Periodicamente ricicliamo cliché, Edizioni Ensemble, Roma, 2023 (Premio speciale Virginia Woolf per la poesia edita[11], nell’ambito del Premio Letterario Internazionale Nabokov 2023; Finalista al Premio Lorenzo Montano 2024[12])

Alcune delle sue raccolte poetiche uscite in Romania:
- Elefantul din patul meu (L’elefante nel mio letto, 2007; Premio per il Debutto dell’Associazione degli Scrittori di Bucarest[13], 2008)
- Călăuza (La guida, 2012; Premio Nazionale Ion Minulescu, 2013[14])
- No Exit (Senza uscita, 2015; Premio Nazionale George Coșbuc, 2015[15])
- Șarpele din inima mea (Il serpente nel mio cuore, 2016; Premio Libro di poesia per il 2016 al Festival Nazionale Avanguardia XXII, 2017[16])

### Apparizioni in antologie
- High, antologia d'autore, El Genio Maligno, Granada, Spagna, 2017
- Voor de prijs van mijn mond (a cura di J.H. Mysjkin, Poëziecentrum, Belgio, 2013)
- Pour le prix de ma bouche. Poésie roumaine post-communiste[17] (a cura di J.H. Mysjkin, Les éditions l’Arbre à paroles, Belgio, 2019)
- BorderLine 2000. Dieci autrici per un’antologia della poesia di oggi [18] (a cura di D.D. Marin, Ratio et Revelatio, Romania, 2021)
- Distanze obliterate. Generazioni di poesie sulla rete[19] (a cura di Alma Poesia, Puntoacapo Editrice, Italia, 2021)
- The future has been fabulous so far. Până în prezent viitorul este foarte bun[20] (edizione bilingue inglese-romena a cura di Lidia Vianu e Anne Stewart, Tracus Arte, Bucarest, Romania, 2022)
- Rumänische Lyrikanthologie von den Anfängen bis heute, Band VII[21] (a cura di C.W. Schenk, Dionysos, Boppard, Germania, 2024)

### Diario
- Voci cu defect special (Voci con difetto speciale[22], Paralela 45, Romania, 2018)